# (4173) Thicksten
(4173) Thicksten est un astéroïde de la ceinture principale.

## Description
(4173) Thicksten est un astéroïde de la ceinture principale. Il fut découvert le 27 mai 1982 à l'Observatoire Palomar par Carolyn S. Shoemaker. Il présente une orbite caractérisée par un demi-grand axe de 2,36 UA, une excentricité de 0,12 et une inclinaison de 4,1° par rapport à l'écliptique.

## Compléments